# پکارد
پکارد (به انگلیسی: Packard) شرکت خودروسازی آمریکایی بود، که در سال ۱۸۹۹ توسط جیمز وارد پکارد، ویلیام دود پکارد و جورج ال. ویئس در شهر دیترویت، میشیگان تأسیس شد. این شرکت در زمینه تولید موتورهای هواگرد نیز فعالیت می‌کرد، ولی بیشتر به‌علت ساخت خودروهای لوکس تا پیش از جنگ جهانی دوم شناخته می‌شد. نخستین خودروی شرکت پکارد در سال ۱۸۹۹ و آخرین خودروی آن نیز در ۱۹۵۸ تولید گردید. شرکت خودروسازی پکارد در سال ۱۹۵۸ پس از ۲ سال ضرردهی، منحل شد.

## نگارخانه

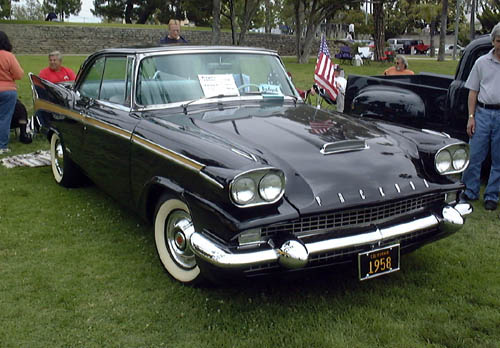
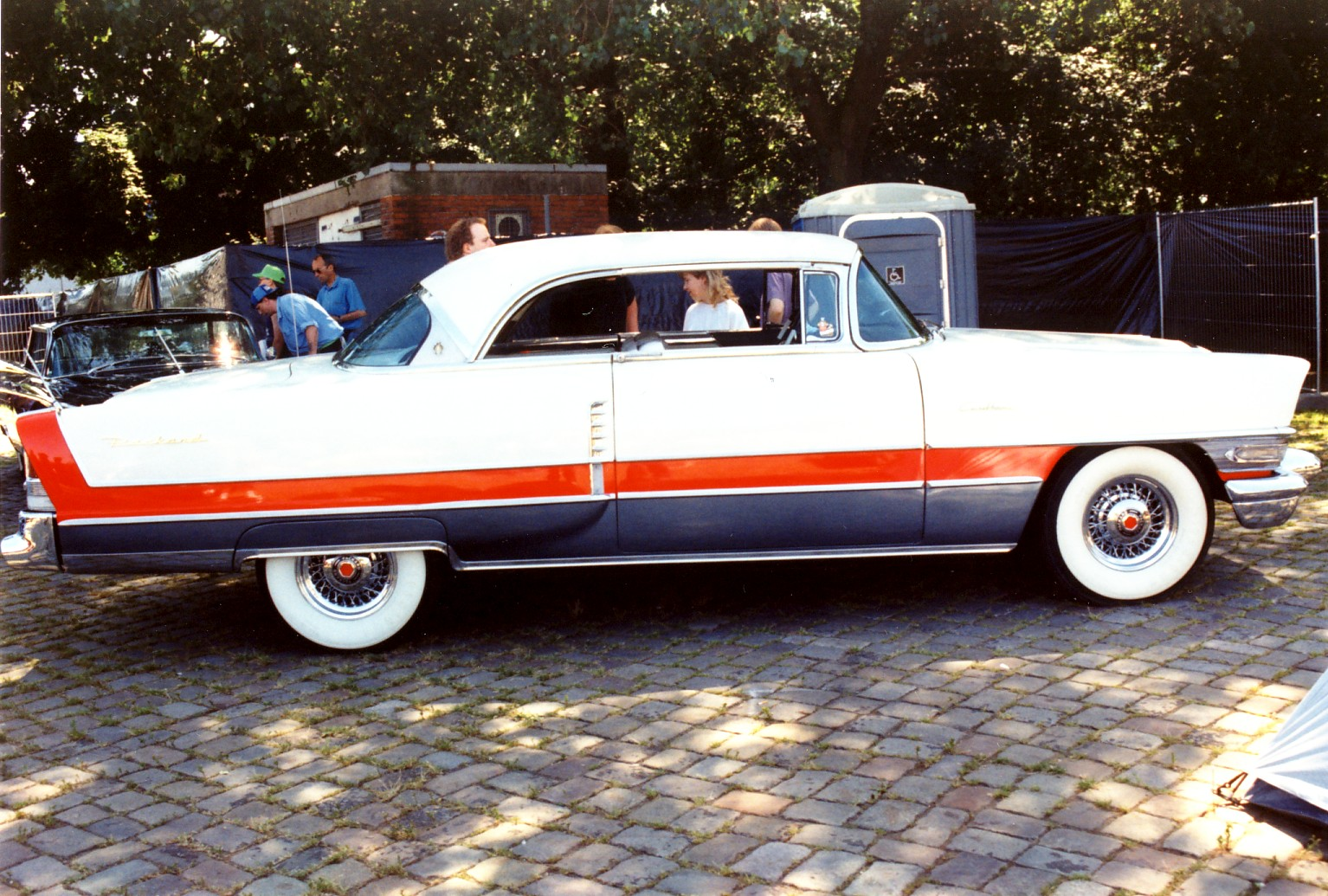
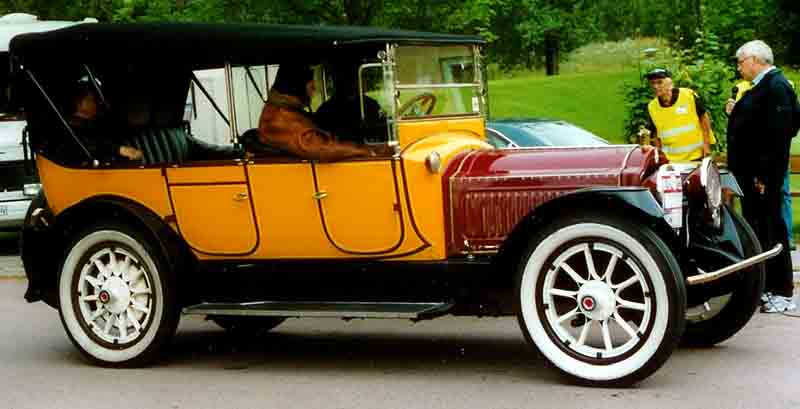
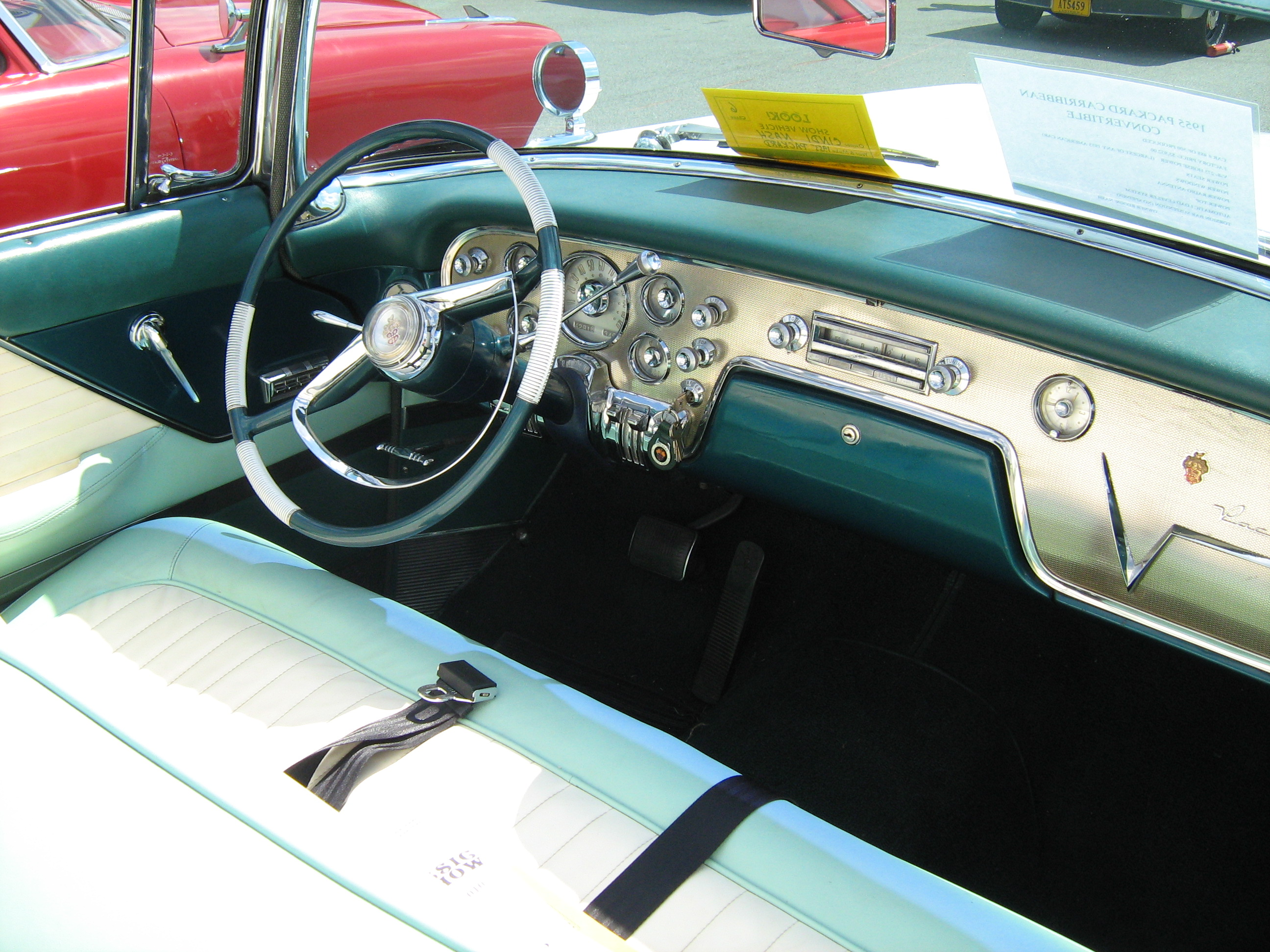
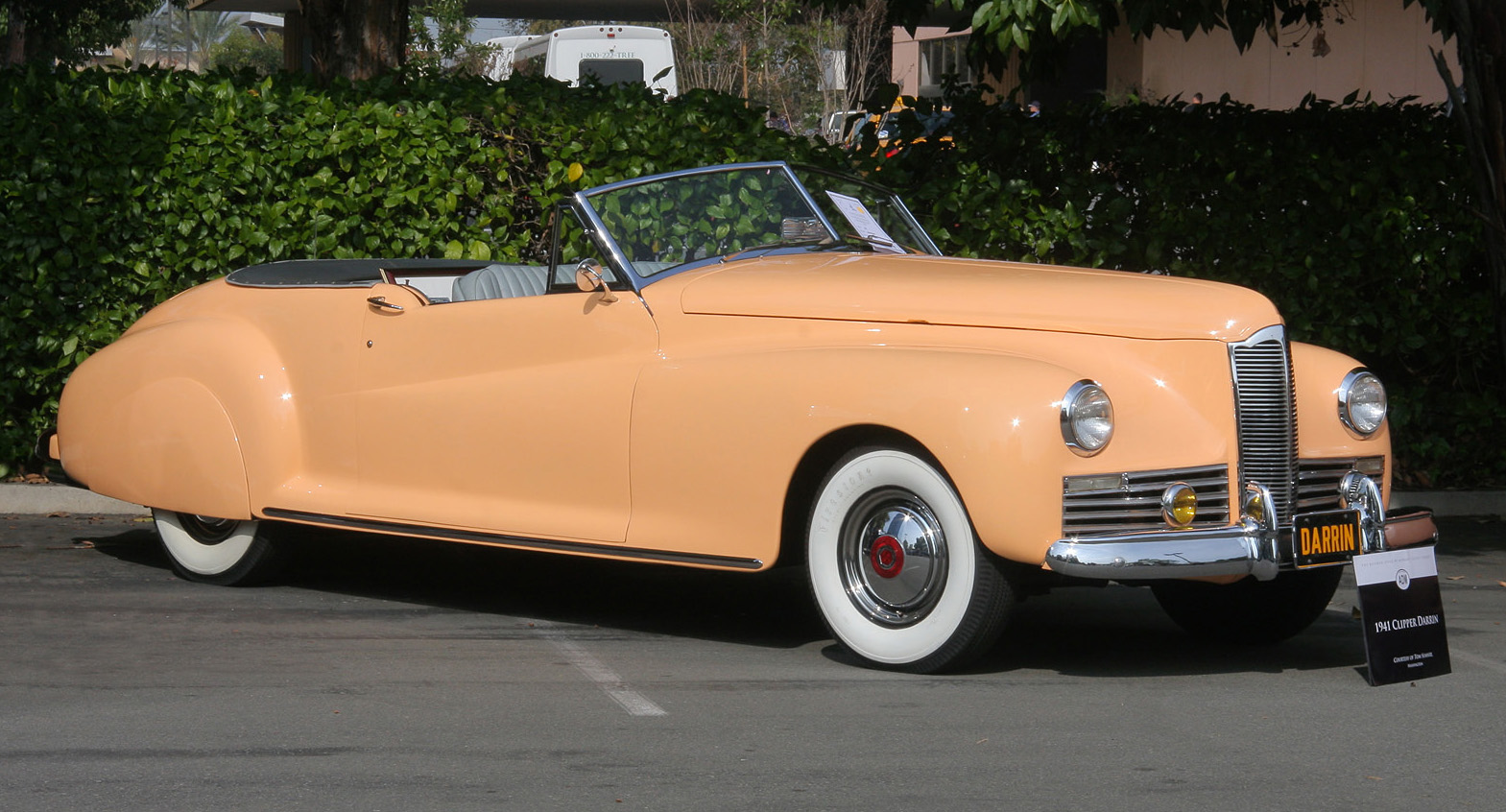
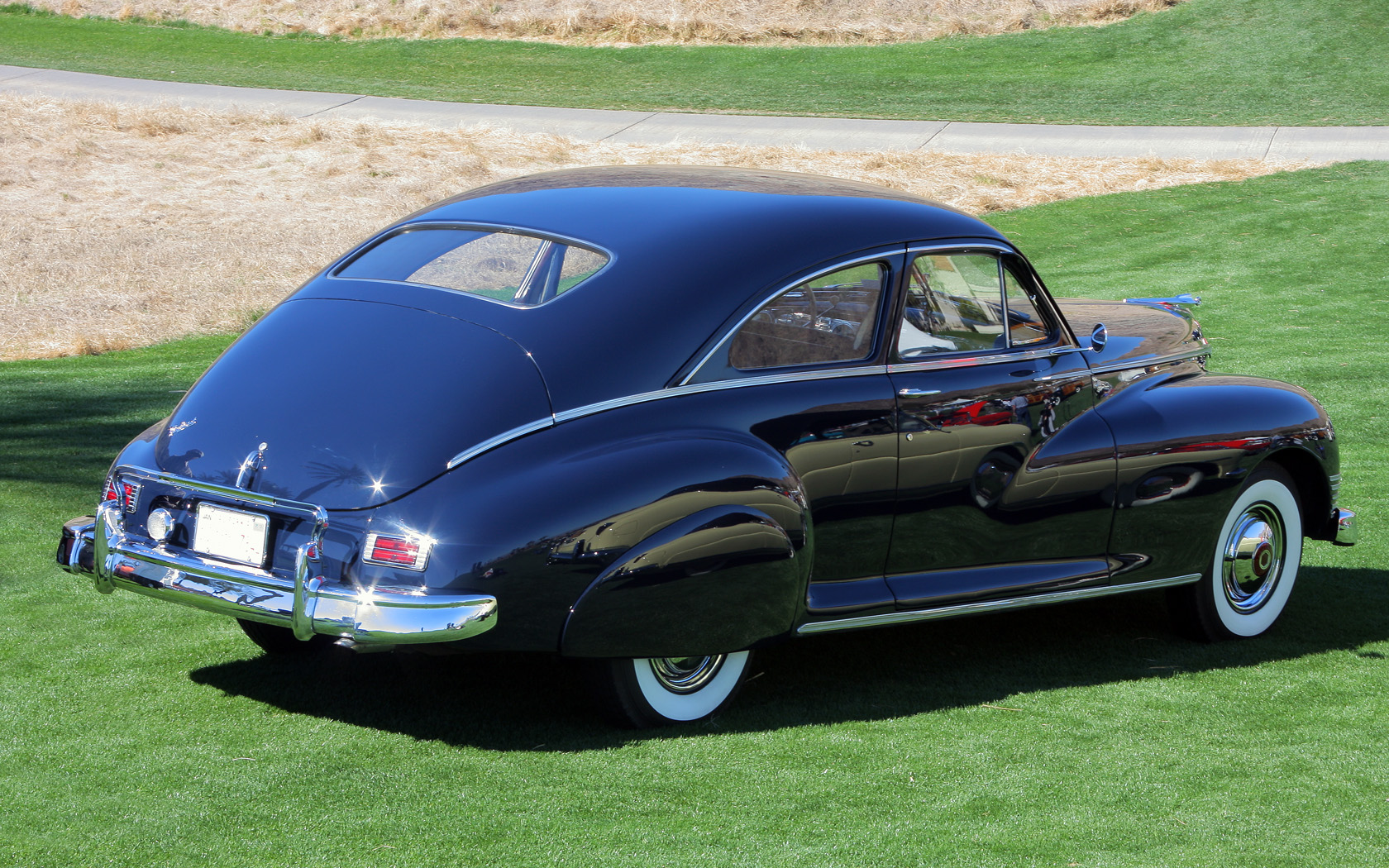
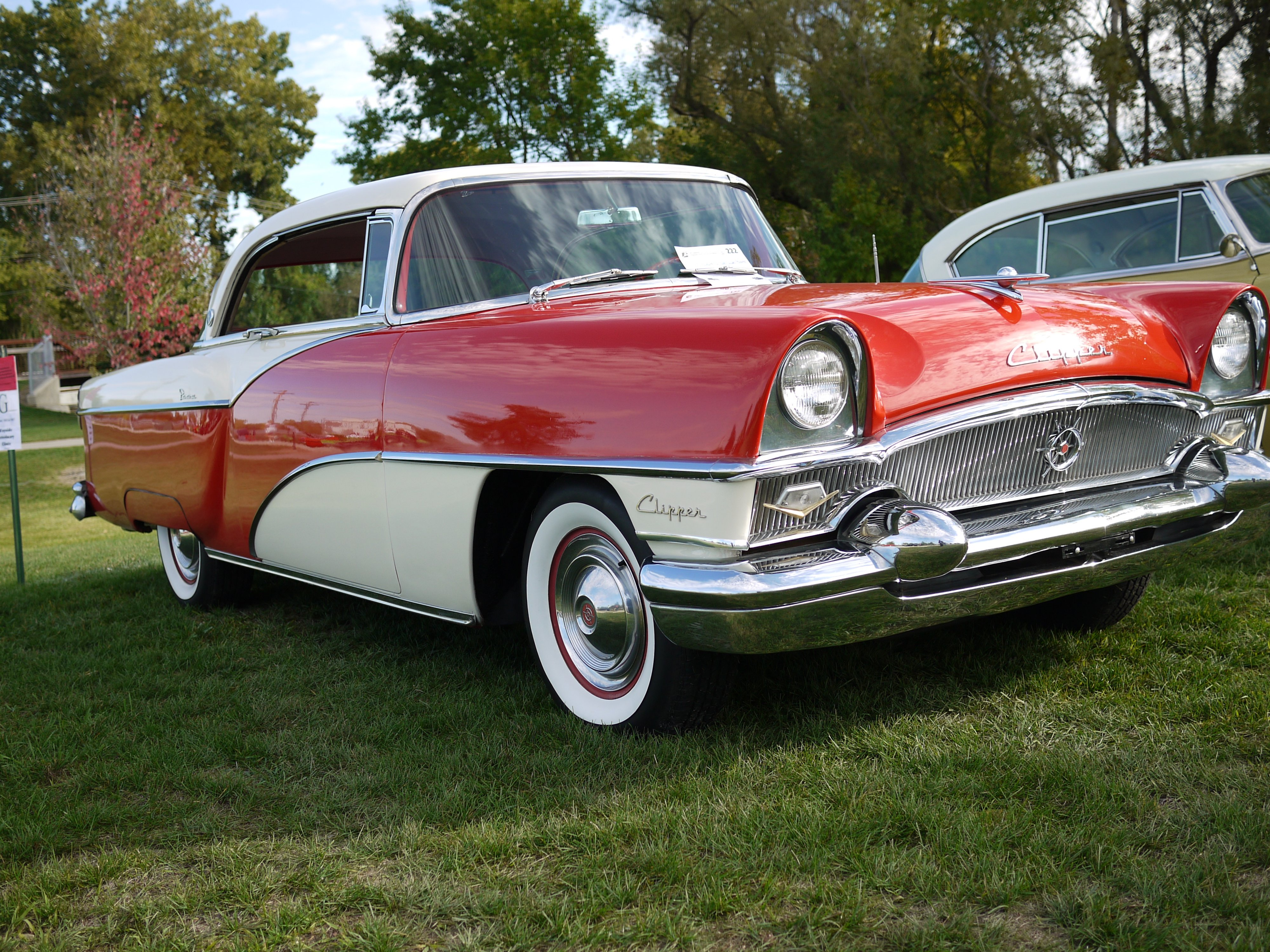
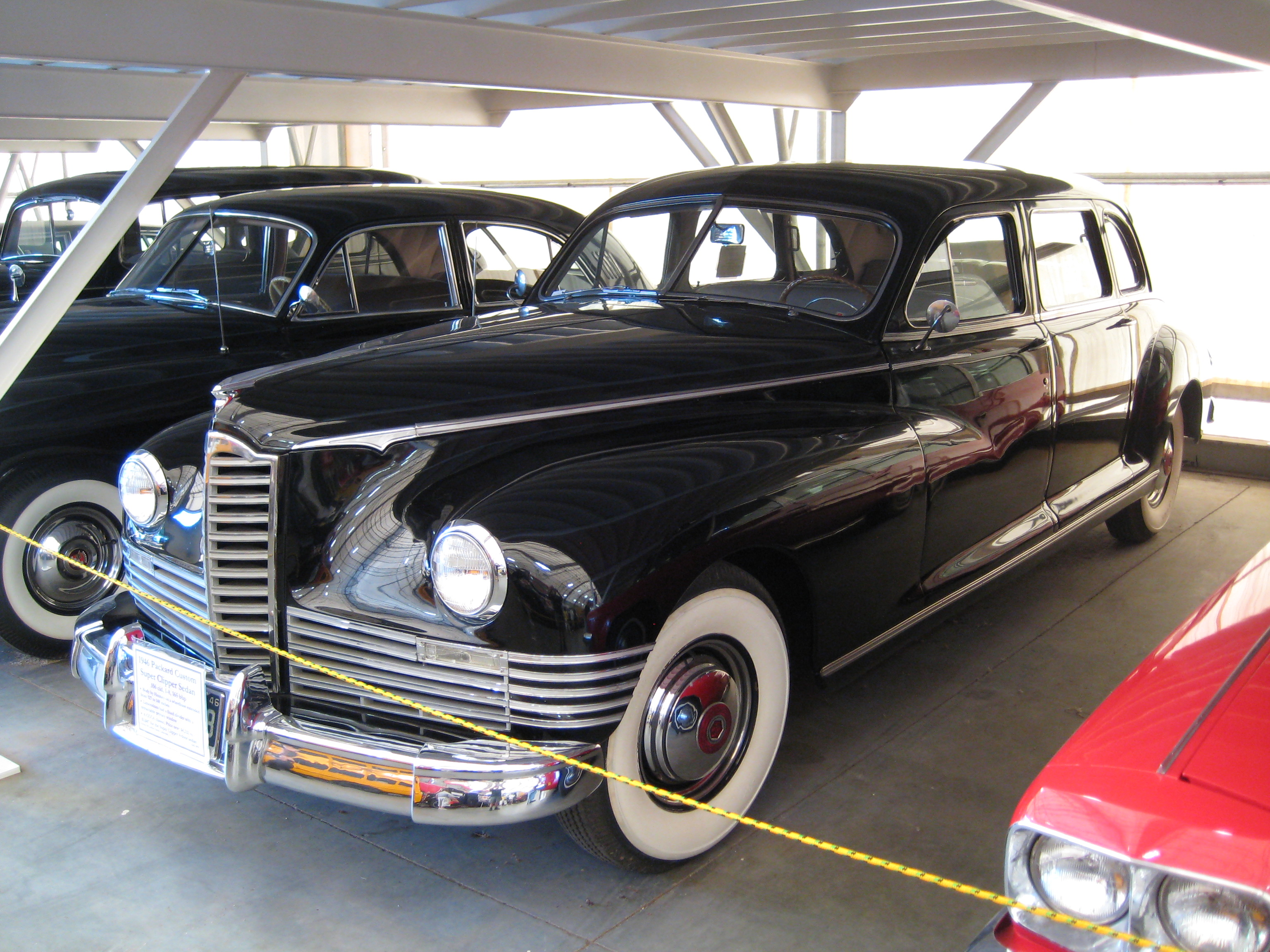